# Martin Schindler
Martin Schindler (* 16. August 1996 in Strausberg) ist ein deutscher Dartspieler, der in der Professional Darts Corporation antritt. Sein Spitzname The Wall spielt auf die Berliner Mauer an.

## Karriere

### 2014 bis 2016
Schindler begann seine Darts-Karriere 2014. Er spielte zu Beginn parallel in der PDC und beim konkurrierenden Verband, der BDO. Schindler nahm 2015 am altehrwürdigen World Masters teil. Nachdem er unter anderem Ted Hankey besiegt hatte, schied er in der Runde der letzten 48 aus. Parallel zu BDO-Veranstaltungen nahm Schindler immer wieder an European Tour Events der PDC teil. Er qualifizierte sich 2015 sowohl für die European Darts Trophy 2015 als auch für das Dutch Darts Masters 2015, kam jedoch jeweils nicht über die erste Runde hinaus. 2016 qualifizierte Schindler sich für die PDC-Jugendweltmeisterschaft. Er erreichte dort das Achtelfinale, nachdem er in der zweiten Runde den amtierenden Jugendweltmeister, seinen Landsmann Max Hopp, mit 6:5 bezwungen hatte.

### Seit 2017
Anfang 2017 nahm Schindler an der PDC Qualifying School teil. Am letzten Tag gelang ihm der Gewinn der sogenannten Tour Card, die ihn für zwei Jahre berechtigt, an allen PDC Pro Tour Events teilzunehmen.
Zusammen mit Max Hopp trat er im Juni für Deutschland beim World Cup of Darts 2017 an. Nach Siegen über Nordirland und Brasilien schieden sie im Viertelfinale gegen die Niederlande aus. Schindler verlor in diesem Viertelfinale sein Spiel gegen Michael van Gerwen nach 2:0-Führung mit 2:4. Bei seiner ersten Weltmeisterschaft, der PDC-WM 2018 verlor Schindler sein Erstrundenspiel gegen den Australier Simon Whitlock mit 1:3. Bei den UK Open 2018 erreichte er das Sechzehntelfinale, das er mit 10:7 gegen den späteren Finalisten Corey Cadby verlor. Beim World Cup of Darts 2018 kam es zur Neuauflage des Vorjahresduells mit den Niederlanden bzw. Michael van Gerwen. Schindler verlor das Spiel zwar 4:1, stellte allerdings mit einem Average von 110 einen neuen deutschen Rekord auf. Bei den UK-Open im Jahr 2020 schaffte es Schindler nach Siegen gegen Justin Pipe und Benito van de Pas unter die letzten 16. Trotz eines soliden Jahres auf der Tour verpasste Schindler die Weltmeisterschaft im letzten Qualifikationsturnier. Auch für andere große Turniere qualifizierte er sich nicht.
Bei der PDC Qualifying School 2021 qualifizierte er sich erneut für die PDC Pro Tour. Hier warf er unter anderem im Spiel gegen Raymond van Barneveld einen Neundarter. Im Spiel gegen Steffen Nilles warf er 123,5 Punkte im Schnitt.
Das Jahr 2021 verlief für ihn auch auf der Pro Tour gut. Bei den UK Open schaffte er es unter die letzten 64, bei den Players Championships kam er viermal ins Viertelfinale und sechsmal ins Achtelfinale. Außerdem qualifizierte er sich für die Gibraltar Darts Trophy, wo er jedoch bereits in Runde 1 verlor.
Im April gelang ihm bei der Super League Darts ein 11:10-Finalsieg gegen Florian Hempel, womit er für die Weltmeisterschaft 2022 qualifiziert war. Hier gewann er im Halbfinale gegen Max Hopp. Am Ende der Players Championship Saison stand er auf dem 25. Platz in der PDC Pro Tour Order of Merit. Zudem spielte er im gesamten Jahr auf der Tour einen Average von 95,65, was ihn zum besten Deutschen in dieser Statistik machte. In diesem Ranking ließ er unter anderem Gary Anderson, Nathan Aspinall und Gabriel Clemens hinter sich.
Über den Qualifier erspielte er sich einen Startplatz für den Grand Slam of Darts. Bereits nach dem 2. Spieltag ausgeschieden, schlug er am letzten Spieltag der Gruppenphase den späteren Turniersieger und damaligen Weltranglistenersten Gerwyn Price. Bei den Players Championship Finals besiegte er in der ersten Runde Ian White. In der 2. Runde traf er auf Gerwyn Price, verlor aber diesmal. Bei der Weltmeisterschaft 2022 verlor erneut sein Auftaktmatch, diesmal gegen den deutschen Florian Hempel mit 0:3-Sätzen.
Das Kalenderjahr 2022 begann für Schindler mit einem Achtelfinale auf der Tour am ersten Players Championship-Wochenende. Bei den UK Open startete er in Runde zwei und gewann drei Spiele, bevor er in der fünften Runde gegen Dirk van Duijvenbode verlor.
Beim Players Championship Nummer 6 erreichte Schindler das Halbfinale und eine Woche später beim Players Championship Nummer 8 sogar das Finale. Dieses verlor er mit 4:8 gegen Michael van Gerwen. Weitere Erfolge gelangen Schindler auf der European Tour, als er beim German Darts Grand Prix und dem European Darts Grand Prix ins Viertelfinale einzog.
Beim World Cup of Darts trat Schindler nach zuletzt 2019 wieder an. Er und Gabriel Clemens gewannen dabei knapp gegen Spanien und besiegten ohne Probleme Dänemark. Im Viertelfinale unterlagen die beiden gegen Wales, wobei Schindler gegen Gerwyn Price kein Leg gewann. Im Juli folgte ein weiteres Halbfinale auf der Tour beim Players Championship 20.
Beim World Matchplay 2022 wurde Schindler wiederum gegen Gerwyn Price, die Nummer zwei der Weltrangliste, gelost. Mit diesem lieferte er sich ein gutes Spiel, unterlag aber dennoch mit 8:10. Auf der Pro Tour kam Schindler beim Players Championship 24 ins Halbfinale und bei den Belgian Darts Open ins Viertelfinale. Beim World Grand Prix traf Schindler erneut auf Price, gewann diesmal aber nur ein Leg und verlor mit 0:2-Sätzen. Bei der European Darts Championship unterlag Schindler José de Sousa mit 1:6.
Am letzten Players Championship-Wochenende gelang Schindler noch einmal ein Viertel- und ein Halbfinaleinzug, bevor er sich am letzten Tag für den Grand Slam of Darts 2022 qualifizieren konnte. Er verlor dabei im ersten Spiel knapp gegen Dirk van Duijvenbode, bevor er sein zweites Spiel gegen Adam Gawlas mit 5:3 gewann. Somit entschied sich im letzten Spiel zwischen Schindler und Rob Cross, welcher Spieler den zweiten Platz in der Gruppe einnehmen und somit weiterkommen würde. Hierbei vergab Schindler mehrere Matchdarts und verlor schließlich mit 4:5. Bei den Players Championship Finals Ende November startete Schindler auf Setzlistenposition 12 und konnte zum ersten Mal in seiner Karriere in ein Major-Achtelfinale (abseits des World Cup of Darts) einziehen. Er gewann dafür gegen Vincent van der Voort und Chris Dobey, bevor er mit 6:10 wieder gegen Cross verlor.
Dank dieser Leistung war Schindler bei der PDC World Darts Championship 2023 zum ersten Mal gesetzt. Auf Position 29 traf er in der zweiten Runde auf Martin Lukeman, den er mit 3:1 besiegte und damit zum ersten Mal ein WM-Spiel gewann. In der dritten Runde traf Schindler auf Michael Smith, gegen den er nach 3:1-Führung mit 3:4-Sätzen verlor.
Im April 2024 gewann Schindler die International Darts Open 2024. Er setzte sich im Finale gegen den Titelverteidiger Gerwyn Price durch. Er war damit der dritte Deutsche, der einen Titel auf der European Darts Tour erringen konnte. Es handelte sich dabei um seinen ersten Titel im „Senior“-Bereich der PDC, mit dessen Gewinn er zum dato besten Deutschen in der PDC Order of Merit wurde. Bei der Hungarian Darts Trophy 2024 warf Schindler als erster Deutscher einen Neundarter auf der European Tour. Im September gewann er als erster Deutscher einen zweiten Titel auf der European Tour, als er Ryan Searle im Finale der Swiss Darts Trophy 2024 mit 8:7 bezwang. Bei der European Darts Championship 2024 startete er als erster Deutscher bei einem PDC-Major-Turnier auf Platz eins der Setzliste, verlor aber bereits sein erstes Spiel gegen Dirk van Duijvenbode.
Bei der Weltmeisterschaft 2024/25 verlor Schindler sein Auftaktspiel mit 0:3 Sätzen gegen Callan Rydz.
Am 27. April 2025 gewann Schindler bei den Austrian Darts Open seinen dritten European-Tour-Titel, er bezwang im Turnierverlauf Matthew Dennant, Kevin Doets, Chris Dobey, Josh Rock und im Finale Ross Smith. Er zog damit in der Liste der Spieler mit den meisten ET-Titeln mit Ian White, Mensur Suljović, Joe Cullen und Luke Littler gleich. Außerdem rückte er auf Platz 18 in der PDC Order of Merit vor und verbesserte damit erneut den von ihm gehaltenen deutschen Rekord.

### Livestreamer
Von April 2020 bis Mai 2021 streamte Schindler regelmäßig auf Twitch.

### Fernsehen
Seit 2017 ist Martin Schindler als Experte bei DAZN und Sport1 tätig.

## Privates
2021 zog Schindler aus seiner brandenburgischen Heimat Strausberg ins hessische Rodgau. Am 26. August 2022 heiratete Schindler seine Freundin Denise. Am 13. Dezember 2022 wurde ihre gemeinsame Tochter geboren.

## Weltmeisterschaftsresultate

### PDC-Junioren
- 2014: 2. Runde (4:6-Niederlage gegen  Reece Robinson)
- 2016: Achtelfinale (2:6-Niederlage gegen  Corey Cadby)
- 2017: Viertelfinale (3:6-Niederlage gegen  Luke Humphries)
- 2018: Finale (3:6-Niederlage gegen  Dimitri Van den Bergh)
- 2019: Viertelfinale (2:6-Niederlage gegen  Ryan Meikle)

### PDC
- 2018: 1. Runde (1:3-Niederlage gegen  Simon Whitlock)
- 2019: 1. Runde (2:3-Niederlage gegen  Cody Harris)
- 2022: 1. Runde (0:3-Niederlage gegen  Florian Hempel)
- 2023: 3. Runde (3:4-Niederlage gegen  Michael Smith)
- 2024: 3. Runde (3:4-Niederlage gegen  Scott Williams)
- 2025: 2. Runde (0:3-Niederlage gegen  Callan Rydz)

## Turnierergebnisse
| Turnier                                    | 2014               | 2015               | 2016               | 2017               | 2018               | 2019               | 2020               | 2021               | 2022               | 2023               | 2024              | 2025              |
| ------------------------------------------ | ------------------ | ------------------ | ------------------ | ------------------ | ------------------ | ------------------ | ------------------ | ------------------ | ------------------ | ------------------ | ----------------- | ----------------- |
| BDO-Major-Turniere                         |                    |                    |                    |                    |                    |                    |                    |                    |                    |                    |                   |                   |
| World Masters                              | 1R                 | 4R                 | nicht teilgenommen | nicht teilgenommen | nicht teilgenommen | nicht teilgenommen | n/a                | Verband insolvent  | Verband insolvent  | Verband insolvent  | Verband insolvent | Verband insolvent |
| WDF-Platin-/Major-Turniere                 |                    |                    |                    |                    |                    |                    |                    |                    |                    |                    |                   |                   |
| WDF World Cup                              | n/a                | 3R                 | n/a                | n/t                | n/a                | n/t                | nicht ausgetragen  | nicht ausgetragen  | nicht ausgetragen  | n/t                | n/a               | n/t               |
| WDF Europe Cup                             | n/t                | n/a                | 2R                 | n/a                | n/t                | n/a                | n/t                | n/a                | n/t                | n/a                | n/t               | n/a               |
| PDC-Ranking-Turniere                       |                    |                    |                    |                    |                    |                    |                    |                    |                    |                    |                   |                   |
| Weltmeisterschaft                          | n/t                | n/q                | n/t                | n/q                | 1R                 | 1R                 | n/q                | n/q                | 1R                 | 3R                 | 3R                | 2R                |
| World Masters                              | nicht ausgetragen  | nicht ausgetragen  | nicht ausgetragen  | nicht ausgetragen  | nicht ausgetragen  | nicht ausgetragen  | nicht ausgetragen  | nicht ausgetragen  | nicht ausgetragen  | nicht ausgetragen  | nicht ausgetragen | 1R                |
| UK Open                                    | n/t                | n/t                | n/t                | n/q                | 4R                 | 5R                 | 5R                 | 3R                 | 5R                 | VF                 | 5R                | AF                |
| World Matchplay                            | n/t                | n/t                | n/t                | nicht qualifiziert | nicht qualifiziert | nicht qualifiziert | nicht qualifiziert | nicht qualifiziert | 1R                 | 1R                 | 1R                | 1R                |
| World Grand Prix                           | n/t                | n/t                | n/t                | nicht qualifiziert | nicht qualifiziert | nicht qualifiziert | nicht qualifiziert | nicht qualifiziert | 1R                 | VF                 | AF                |                   |
| European Championship                      | nicht qualifiziert | nicht qualifiziert | nicht qualifiziert | 1R                 | 1R                 | nicht qualifiziert | nicht qualifiziert | nicht qualifiziert | 1R                 | 1R                 | 1R                |                   |
| Grand Slam                                 | nicht qualifiziert | nicht qualifiziert | nicht qualifiziert | nicht qualifiziert | GP                 | GP                 | n/q                | GP                 | GP                 | n/q                | GP                |                   |
| Players Championship Finals                | n/t                | n/t                | n/t                | n/q                | 1R                 | 1R                 | n/q                | 2R                 | AF                 | 1R                 | AF                |                   |
| PDC-Turniere ohne Einfluss auf das Ranking |                    |                    |                    |                    |                    |                    |                    |                    |                    |                    |                   |                   |
| The Masters                                | nicht teilgenommen | nicht teilgenommen | nicht teilgenommen | nicht teilgenommen | nicht qualifiziert | nicht qualifiziert | nicht qualifiziert | nicht qualifiziert | nicht qualifiziert | nicht qualifiziert | 1R                | n/a               |
| World Cup                                  | n/t                | n/t                | n/t                | VF                 | VF                 | AF                 | n/t                | n/t                | VF                 | HF                 | AF                | HF                |
| World Series Finals                        | n/a                | n/t                | n/t                | nicht qualifiziert | nicht qualifiziert | nicht qualifiziert | nicht qualifiziert | nicht qualifiziert | nicht qualifiziert | 1R                 | n/q               |                   |
| Karrierestatistiken                        |                    |                    |                    |                    |                    |                    |                    |                    |                    |                    |                   |                   |
| Jahresendplatzierung (PDC)                 | 165                | 164                | 125                | 75                 | 46                 | 50                 | 65                 | 69                 | 29                 | 26                 | 22                |                   |

| Legende zu den Turnierergebnissen | Legende zu den Turnierergebnissen | Legende zu den Turnierergebnissen | Legende zu den Turnierergebnissen | Legende zu den Turnierergebnissen | Legende zu den Turnierergebnissen | Legende zu den Turnierergebnissen | Legende zu den Turnierergebnissen | Legende zu den Turnierergebnissen | Legende zu den Turnierergebnissen |
| --------------------------------- | --------------------------------- | --------------------------------- | --------------------------------- | --------------------------------- | --------------------------------- | --------------------------------- | --------------------------------- | --------------------------------- | --------------------------------- |
| n/t                               | nicht teilgenommen                | n/q                               | nicht qualifiziert                | n/a                               | nicht ausgetragen                 | #R                                | Aus in jeweiliger Runde           | GP                                | Aus in der Gruppenphase           |
| AF                                | Achtelfinalist                    | VF                                | Viertelfinalist                   | HF                                | Halbfinalist                      | F                                 | Turnierfinalist                   | S                                 | Turniersieger                     |

## Titel

### PDC
- Pro Tour
  - Players Championships
    - Players Championships 2025: 8

  - European Darts Tour
    - European Darts Tour 2024: (2) International Darts Open, Swiss Darts Trophy
    - European Darts Tour 2025: (1) Austrian Darts Open
- Secondary Tour Events
  - PDC Development Tour
    - PDC Development Tour 2017: 15
    - PDC Development Tour 2018: 9, 10

### Sonstige Turniergewinne
- 2018: Die Promi-Darts-WM